# 小原歯車工業
小原歯車工業株式会社（こはらはぐるまこうぎょう、英文社名:Kohara Gear Industry Co., Ltd.）は、歯車の製造・販売会社である。

## 沿革
- 1935年 - 川口市錦町において小原歯車工所を設立。
- 1954年 - 旋盤用替歯車を標準化して製造販売開始。
- 1979年 - 中小企業庁指定合理化モデル工場になる。
- 1998年 - 小原信治（現 相談役）が藍綬褒章受章。
- 2001年 - 「彩の国工場」に指定される。